# Risco Caído
Risco Caído je název archeologického naleziště prehispánské kultury na ostrově Gran Canaria. Nachází se na území obce Artenera. Od roku 2017 je španělským „Bien de Interés Cultural“ (volný český překlad Památka kulturního významu), od roku 2019 je i památkou světového kulturního dědictví UNESCO - společně s okolní krajinou tvořenou útesy, roklemi a sopečnými útvary o souhrnné ploše okolo 180 km². Památka UNESCO se plně jmenuje „Kulturní krajiny Risco Caído a posvátné hory na Gran Canaria“ a zasahuje do obcí Artenara, Tejeda, Gáldar a Agaete. Je to již čtvrtá lokalita UNESCO na Kanárských ostrovech.
Naleziště se nachází na levém srázu strže Hondo ve výšce 100 m nade jejím dnem, ve kterém jsou vykutány jeskynní prostory. Lokalita se rozprotírá v hornatém vnitrozemí ostrova, v blízkosti se nachází řada další archeologických nalezišť, jako např. Roque Bentayga, Cueva de los Candiles a Mesa de Acusa. Jeskyně jsou vyhloubeny do vulkanické horniny. Bývaly obývány minimálně po dobu 600 let. Dochovala se zde řada pozůstatků po troglodytech - příbytky, sýpky, cisterny na vodu atd. Jejich stáří je důkazem přítomnosti izolované předšpanělské kultury na ostrově, jejíž původ byl u severoafrických Berberů. Zachovaly se i prostory, které pravděpodobně sloužily k různým obřadům. Předpokládá se, že tyto chrámy jsou spojeny s možným kultem hvězd a Matky Země.
Zápis na seznam UNESCO byl kritizován kvůli nedostatečnému vědeckému průzkumu a studiu, které by potvrdily astronomickou funkci, což byla hlavní motivace zápisu.